# Thomas Ummenhofer
Thomas Ummenhofer (* 8. Februar 1964 in Überlingen) ist ein deutscher Bauingenieur und Hochschullehrer.

## Leben und Wirken
Thomas Ummenhofer besuchte in Schwäbisch Gmünd die Grundschule und das Parler Gymnasium. Danach leistete er in Ellwangen den Grundwehrdienst ab und studierte an der Universität Karlsruhe (KIT) Bauingenieurwesen. Dort wählte Ummenhofer die Studienrichtung Konstruktiver Ingenieurbau mit Schwerpunkt Stahlbau. Mit der von Friedrich Mang betreuten Diplomarbeit „Numerische Untersuchungen zur Lasteinleitung in Zylinderschalen“ und der interfakultativen Zusatzqualifikation auf dem Gebiet des Anlagen-, Großrohr- und Behälterbaus besaß der 26-jährige Diplomingenieur beste Voraussetzungen, um als wissenschaftlicher Angestellter an der Versuchsanstalt für Stahl, Holz und Steine der Universität Karlsruhe (KIT) erfolgreich zu forschen. Thematisch knüpfte Ummenhofer an seiner Diplomarbeit an und wurde am 4. Juli 1996 mit seiner Dissertation „Stabilitätsverhalten imperfekter zylindrischer Stahlsiloschalen – experimentelle und numerische Untersuchungen“ von der Universität Karlsruhe zum Dr.-Ing. promoviert. Betreut wurde er von den Professoren Udo Peil, Ulrich Schulz und Karl Schweizerhof.
Es folgten erfolgreiche Jahre in der Ingenieurpraxis bei der Braunschweiger IPP Ingenieursozietät Prof. Peil + Partner, die im Juli 2003 in IPU Ingenieursozietät Peil, Ummenhofer + Partner umbenannt wurde. Dort übernahm Ummenhofer alsbald die kaufmännische und technische Geschäftsführung.
Von Juni 2003 bis März 2009 entfaltete Ummenhofer als Professor auf der neugeschaffenen Stiftungsprofessur Bauwerkserhaltung und Tragwerk der TU Braunschweig eine erfolgreiche Forschungstätigkeit. In diesen Zeitraum fällt auch die Durchsetzung des Forschungsverbundprojektes REFRESH-Lebensdauerverlängerung bestehender und neuer geschweißter Stahlkonstruktionen im Rahmen des vom Bundesministerium für Bildung und Forschung finanzierten Bereichsvorhabens Fügen im Produktlebenszyklus. Als Leiter dieses vom 1. Januar 2006 bis zum 30. Juni 2009 laufenden Großforschungsprojektes brachte Ummenhofer nicht nur Vertreter unterschiedlicher Wissenskulturen aus Industrie, Wissenschaft und öffentlicher Verwaltung (…) zusammen, sondern trieb in seinem Bereich die Erkenntnistätigkeit in praktischer Absicht voran. Hierzu edierte er mit Imke Weich ein Themenheft der Zeitschrift Stahlbau (Septemberausgabe 2009).
Seit April 2009 ist Thomas Ummenhofer Leiter des international renommierten Lehrstuhles für Stahl- und Leichtmetallbau am Karlsruher Institut für Technologie (KIT) und mit Hans Jürgen Blaß kollegialer Leiter der 1921 von Ernst Gaber (1881–1952) begründeten Versuchsanstalt für Stahl, Holz und Steine, die nach Gaber von den Professoren Otto Steinhardt (1909–2000), Rolf Baehre (1928–2005) und Helmut Saal geführt wurde. Ummenhofer trat damit die in einer Professur zusammengefasste Nachfolge der Professoren Ram Puthli und Helmut Saal an. Heute zählt der von Ummenhofer geleitete Bereich am KIT, der alle wesentlichen Fachgebiete des Stahl- und Leichtmetallbaus abdeckt, nahezu 50 Beschäftigte, davon ca. 35 Wissenschaftler.
Thomas Ummenhofer arbeitet in zahlreichen Fachgremien mit wie z. B. in DIBt-Sachverständigenausschüssen, in Technischen Komitees der European Convention for Constructional Steelwork (ECCS) und in einschlägigen Normenausschüssen auf nationaler und internationaler Ebene. Seit Mitte 2010 ist er Mitglied des Editorial Board der Zeitschrift Steel Construction – Design and Research und seit August 2011 im Redaktionsbeirat von Stahlbau.
Neben seiner Tätigkeit in Forschung und Lehre trägt Ummenhofer über die IPU auch zur Fortentwicklung der Ingenieurpraxis bei. So ist er Prüfingenieur für Bautechnik der Fachrichtungen Metallbau und Massivbau sowie Prüfer des Eisenbahn-Bundesamtes für Massiv-, Stahl- und Verbundbau.

## Werke
- Ummenhofer, Th.: Stabilitätsverhalten imperfekter zylindrischer Stahlsiloschalen – experimentelle und numerische Untersuchungen. Diss. v. 4. Juli 1996, TH Karlsruhe. Berichte der Universität Fridericiana in Karlsruhe 5. Folge, Heft 5. Karlsruhe 1997.
- Schulz, U.; Ummenhofer, Th.: Tragverhalten von Sandwichelementen mit Mineralfaserkernen. In: Bautechnik, 72. Jg. (1995), H. 10, S. 642–654.
- Schulz, U.; Ruff, D. C.; Ummenhofer, Th.: Stabilitätsverhalten von punktförmig gestützten Kreiszylinderschalen. In: Stahlbau, 68. Jg. (1999), H. 2, S. 125–135.
- Ummenhofer, Th.; Weich, I.: REFRESH-Lebensdauerverlängerung bestehender und neuer geschweißter Stahlkonstruktionen. In: Stahlbau, 75. Jg. (2006), H. 7, S. 605–607.
- Ummenhofer, Th.; Herion, St.; Weich, I.: Schweißnahtnachbehandlung mit höherfrequenten Hämmerverfahren – Ermüdungsfestigkeit, Qualitätssicherung, Bemessung. In: Stahlbau, 78. Jg. (2009), H. 9, S. 605–612.
- Käpplein, S.; Misiek, Th.; Ummenhofer, Th.: Aussteifung und Stabilisierung von Bauteilen und Tragwerken durch Sandwichelemente. In: Stahlbau, 79. Jg. (2010), H. 5, S. 336–344.
- Ummenhofer, Th.; Plume, F.: Ultraschallangeregte Thermografie zur Risserkennung im Stahlbau – Ein Verfahren auf dem Prüfstand. In: Stahlbau, 80. Jg. (2011), H. 4, S. 233–239.
- Ummenhofer, Th.; Herion, St.: Hochfeste Stähle im Kran- und Anlagenbau. In: Stahlbau, 82. Jg. (2013), H. 4, S. 231–232.
- Ummenhofer, Th.; Spannhaus, H.; Steidl, G.; Hölbling, W.; Die Rosa, V.: Die Anwendung hochfester Feinkornbaustähle im konstruktiven Ingenieurbau. In: Stahlbau, 82. Jg. (2013), H. 4, S. 236–245.
- Ummenhofer, Th.: Structural hollow sections – recent developments. In: Steel Construction, Vol. 7 (2014), Issue 2, pp. 63–64.
- Spannaus, M.; Ummenhofer: Zur Sprödbruchsicherheit von Erzeugnissen aus Stahlguss. In: Stahlbau, 85. Jg. (2016), H. 7, S. 444–450.
- Ummenhofer, Th.; Ruff, D. C.; Fauth, Chr.; Holz, R.: Neue Berechnungsverfahren für dünnwandige Stahlprofiltafeln – Ergebnisse aus dem europäischen Forschungsprojekt GRISPE. In: Stahlbau, 86. Jg. (2017), H. 10, S. 880–889.
- Nagel, S.; Zieger, T.; Luhmann, B.; Knödel, P.; Ritter, J.; Ummenhofer, Th.: Erschütterungsemissionen von Windenergieanlagen. In: Stahlbau, 88. Jg. (2019), H. 6, S. 559–573.

## Nachweise
1. ↑  [REFRESH] Lebensdauerverlängerung von geschweißten Stahlkonstruktionen. Baulinks – unabhängiges Portal für die Baubranche, abgerufen am 31. Oktober 2019.
2. ↑  Karl-Eugen Kurrer: Thomas Ummenhofer im Redaktionsbeirat von „Stahlbau“. In: Stahlbau, 80. Jg. (2011), H. 8, S. 636.
3. ↑  Prof. Dr.-Ing. Thomas Ummenhofer. KIT Stahl- und Leichtbau – Versuchsanstalt für Stahl, Holz und Steine, abgerufen am 4. November 2019.
4. ↑  Daniel C. Ruff: 90 Jahre Stahlbau an der Versuchsanstalt in Karlsruhe. In: Stahlbau, 80. Jg. (2011), H. 8, S. 554–560.

| Personendaten    | Personendaten                              |
| ---------------- | ------------------------------------------ |
| NAME             | Ummenhofer, Thomas                         |
| KURZBESCHREIBUNG | deutscher Bauingenieur und Hochschullehrer |
| GEBURTSDATUM     | 8. Februar 1964                            |
| GEBURTSORT       | Überlingen                                 |